# Patera di Staffordshire Moorlands

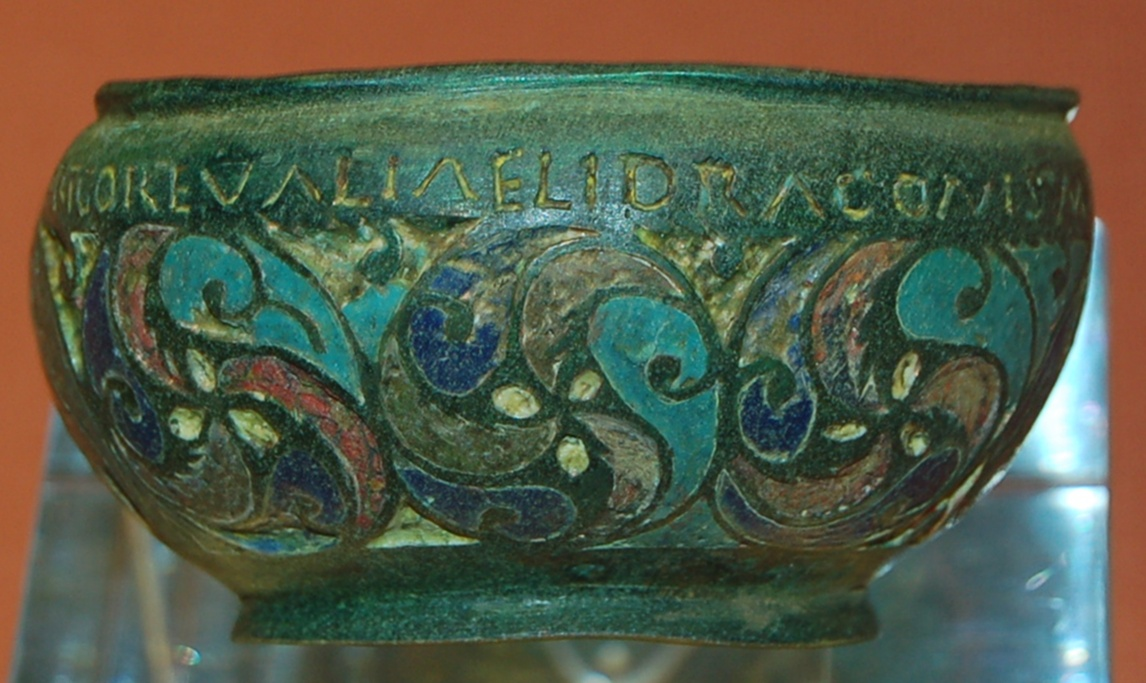
Patera di Staffordshire Moorlands

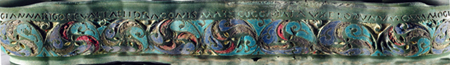
Decorazione lungo il bordo

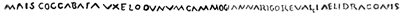
Iscrizione lungo il bordo

La Patera di Staffordshire Moorlands, nota anche come Staffordshire Moorlands Pan o come Ilam Pan, è un recipiente in bronzo smaltato del II secolo d.C. con un'iscrizione riguardante i forti del Vallo di Adriano. Fu rinvenuto nel giugno del 2003 nella parrocchia di Ilam, nello Staffordshire, da dei cercametalli e, nel 2005, fu acquistato in comune dal Tullie House Museum di Carlisle, dal Potteries Museum di Stoke-on-Trent e dal British Museum di Londra, con il supporto di una sovvenzione di 112200 £ dal National Lottery Heritage Fund. Si tratta di un reperto di grande rilevanza nazionale ma anche internazionale. Questo contenitore viene custodito in una serie di luoghi, tra i quali i musei di proprietà comune e un ulteriore museo sul Vallo di Adriano.

## Descrizione
La Patera di Staffordshire Moorlands, nonostante sia priva del manico e della base, è un recipiente per cuocere e servire cibo particolarmente ben conservato, in bronzo smaltato (in senso stretto, "lega di rame"), iscritto e decorato in stile celtico. Il suo peso è di circa 132,5 g, ha un'altezza di 47 mm con un diametro massimo di 94 mm, ed è 54 mm attorno alla parte esterna della base.

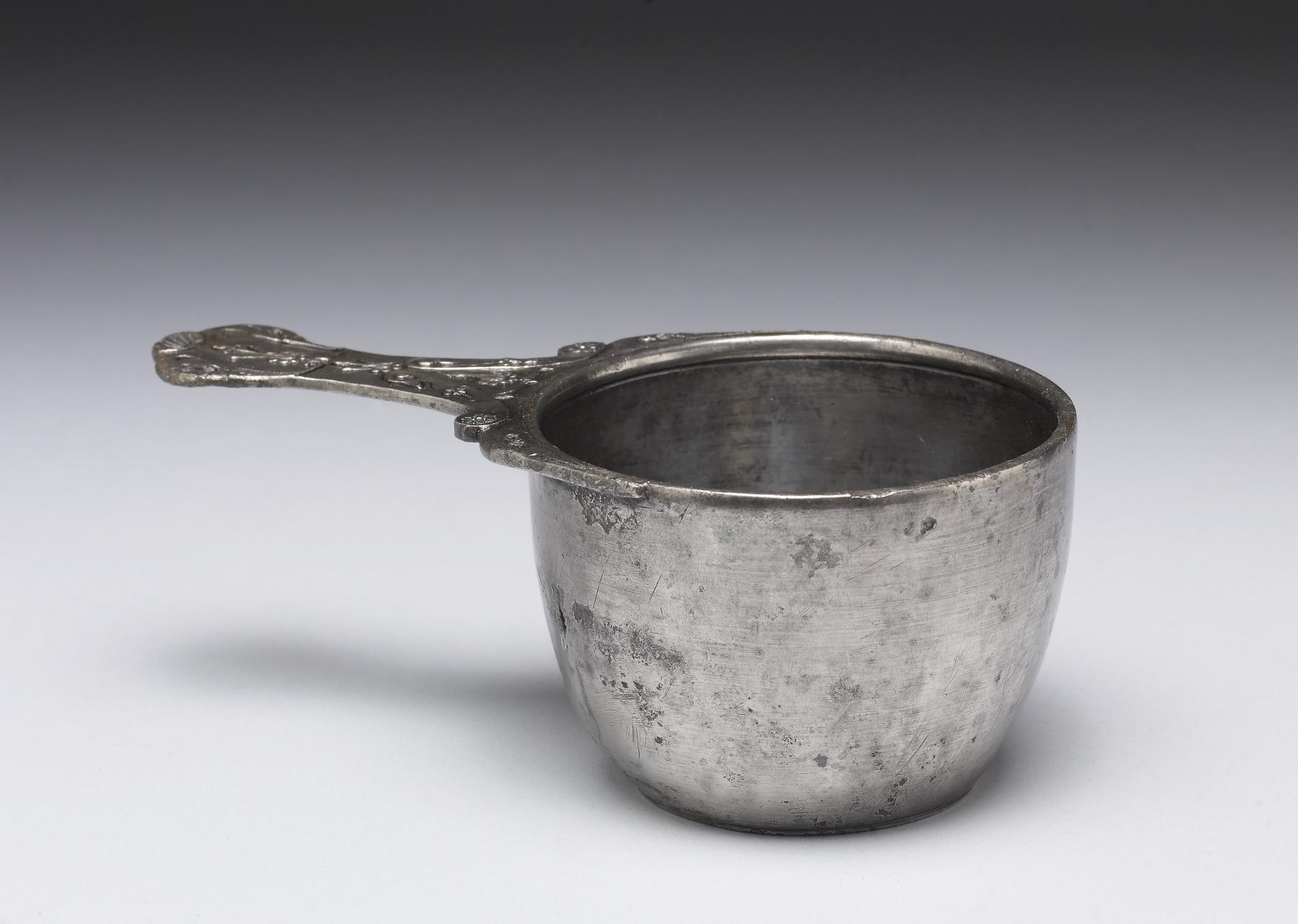
Un Pan (o trulla) completo in argento

La decorazione è costituita da "Otto tondi, con otto coppie di triangoli a lati cavi intermedi. Ogni tondo contiene una turbina vorticosa a sei braccia centrata su un dispositivo a tre petali intarsiato con smalto di colore rosso, blu, turchese e giallo." Si suppone che, oltre al suo ruolo funzionale, potrebbe trattarsi di un "souvenir" (o cimelio) del Vallo di Adriano, realizzato per un militare che aveva prestato servizio lì. Potrebbe inoltre essere stato realizzato come recipiente decorativo, poi personalizzato in un secondo momento con l'aggiunta di un'iscrizione, utilizzando un'iscrizione incisa, anziché in rilievo, come per altri oggetti smaltati di questo genere.

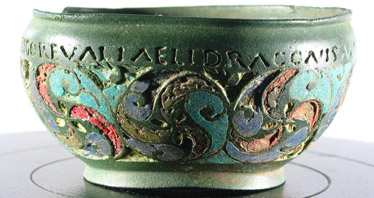
Patera di Staffordshire Moorlands

L'iscrizione intorno al bordo è stata prima incisa e poi riempita di smalto, riporta i forti dislocati lungo il muro: MAIS, COGGABATA, VXELODVNVM e CAMMOGLANNA. La parte finale: RIGORE VALI AELI DRACONIS, ha invece un significato più sfuggente, ma si pensa fosse riferita al muro (VALI), e probabilmente a un soldato di nome DRACO. AELI potrebbe essere parte del suo nome, ma poiché è anche il cognome di Adriano, potrebbe essere collegato a VALI, ovvero il "muro Aelio".
L'incisione indica che questo oggetto è stato probabilmente prodotto localmente. Sono noti altri recipienti paragonabili a questo. Il confronto con gli altri reperti consente di supporre che il manico, perduto, fosse piatto, con decorazione smaltata sulla superficie superiore. Tra i recipienti comparabili due riportano iscrizioni relative al vallo: la Coppa di Rudge e la Patera di Amiens, le quali riportano anch'esse i nomi dei forti lungo muro.